# Sagrada Família com Santa Ana e São João Menino
A Sagrada Família com Santa Ana e São João Menino (em italiano, Sacra Famiglia con sant’Anna e san Giovanni) é uma pintura a óleo sobre madeira (118 x 92 cm) de Bernardino Luini, datável de cerca de 1530 e conservada na Pinacoteca Ambrosiana de Milão. A obra é derivada do cartão A Virgem, o Menino, Sant'Ana e São João Batista, de Leonardo da Vinci.
O painel pertenceu à coleção do cardeal Federico Borromeo, sendo uma de suas favoritas e posta em destaque; em 1625 foi por ele doada à coleção Ambrosiana, constituindo ali o núcleo inicial da pinacoteca.
A pintura reproduz a composição do desenho em cartão com Santa Ana, a Madona, o Menino e o Menino São João de Leonardo da Vinci, datado de cerca de 1501-1505 e preservado na National Gallery de Londres. As principais variações em relação ao modelo são o acréscimo da figura de São José à direita, a eliminação da paisagem de fundo, no lugar da qual é colocada uma pedra com vegetação e um corte mais alto da cena, que modifica os pés da Virgem e sua perna, trazendo o Menino Jesus para o centro da composição. Sant'Ana, que estende o dedo para cima com a cabeça voltada para a Virgem, exibindo um sorriso tenso, ecoa a torção do busto que Leonardo havia dado ao personagem em seu cartão preparatório. A reprodução está em escala 1:1, então uma cópia é concebível. Aliás, Lomazzo lembra que na época o cartão de Leonardo era propriedade de Aurelio Luini, filho de Bernardino.